# Nuestra Señora de Suyapa
Nuestra Señora de Suyapa, o Virgen de Suyapa, es una advocación mariana de la religión católica encontrada en la Basílica de Suyapa, en Tegucigalpa, Honduras. Su representación es una imagen oscura de cedro de 6.5 cm, posiblemente tallada por un artista principiante; con cabeza ovalada y cabello liso a la altura de los hombros, y sus manos colocadas en posición de plegaria. Ésta se mantiene pegada a un marco de oro adornado con rayos de luz y estrellas en la parte de arriba, y vestida con ropa fina de seda y plata.
La celebración de La Morenita, como es comúnmente llamada, es motivo de peregrinaje todos los años desde distintas partes del país y de Centroamérica.

## Historia

### Descubrimiento
Han existido muchas versiones acerca del descubrimiento de la Virgen de Suyapa, con pequeñas variaciones en los detalles. La más ampliamente conocida y aceptada entre sus devotos es la de su descubrimiento milagroso por parte del trabajador agrícola Alejandro Colindres, a finales de enero o principios de febrero de 1747. El relato cuenta que Colindres y un niño de 8 años fueron enviados por la madre del primero, Isabel Colindres, a limpiar campos de maíz a la montaña del Piliguín, al noreste de Tegucigalpa. De regreso, los atrapó la noche y decidieron dormir afuera. Colindres se mantuvo despierto por un dolor agudo en su costado, y se dio cuenta de que estaba acostado sobre algo, sin poder ver lo que era por la oscuridad, tomaba y arrojaba lo que le molestaba, pero cuando volvía a acostarse ahí estaba de nuevo. A la mañana siguiente, Colindres descubrió que se trataba de la estatuilla de una virgen, que luego llevó a la casa de su madre, en la Villa de Suyapa, actualmente un barrio de la capital. Allí se le hizo un altar de madera, donde los conocidos de la familia iban a rezar.
Las primeras narraciones escritas sobre el descubrimiento de la estatua no mencionan el nombre del campesino que la encontró. En algunas se afirma que este guardó el objeto que le molestaba y se dio cuenta de que era una virgen hasta llegar a su destino, o que desistió de arrojarlo al percatarse que emanaba un aroma. También varía la identidad de Isabel Colindres, quien en un documento antiguo figura como la hermana de Alejandro.

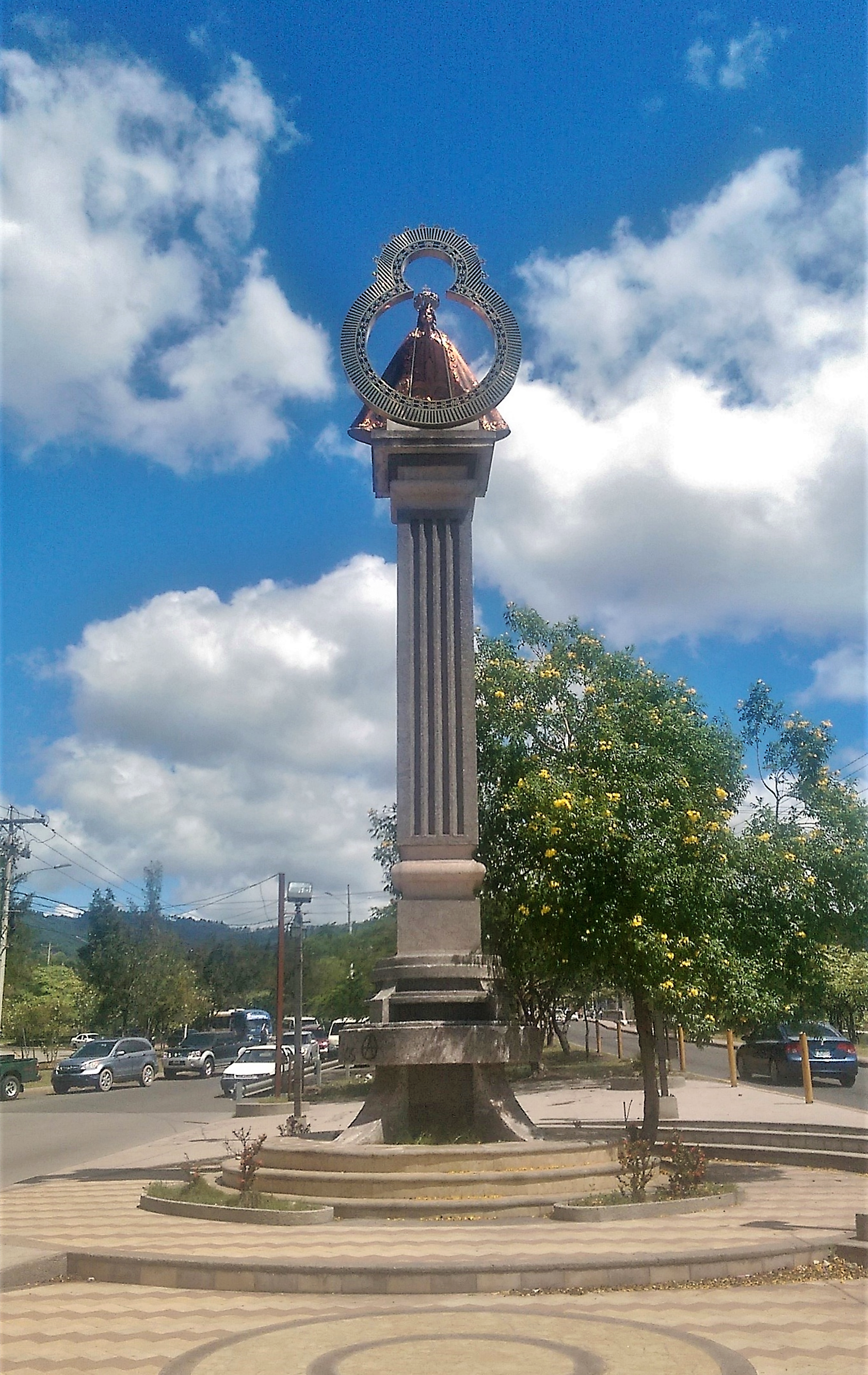
Monumento en su honor, colocado en enero de 2012. Plaza de las Banderas, frente a la primera entrada de la UNAH, cerca de la Basílica.

### Veneración
La estatuilla de la Virgen permaneció 21 años en el altar de la familia Colindres, hasta que en 1768 se le acreditó su primer milagro y comenzó a atraer la atención del público. Se trató de la curación de don José Zelaya Midence, quien sufría de piedras en la vejiga, las cuales expulsó luego de recibir a la Virgen en su casa y pedirle por su salud. Luego de su primer milagro, la familia Colindres comenzó a recaudar fondos para construir una capilla, la cual fue completada en 1777.
En 1925, el Papa Pío XI la declaró Patrona de Honduras bajo el título de Nuestra Señora de Suyapa y declaró el 3 de febrero como su día festivo. En la década de 1950 se construyó una gran basílica próxima a la capilla, nombrada Basílica de Suyapa. Actualmente, la estatuilla de la virgen pasa la mayor parte del tiempo en la capilla, pero cada año se mueve a la Basílica de Suyapa en el día de su celebración para acomodar a la multitud de personas que asisten a verla, tanto de Honduras como de Centroamérica.
La estatua de la virgen tiene un grupo de conserjes, todos hombres, conocidos como la Orden de los Caballeros de Suyapa; fundada en el siglo XX, la cual es responsable de cuidar a la Virgen y su capilla. También acompañan a la Virgen en todo momento que salga de la capilla para viajar o recorrer Honduras, como frecuenta hacerlo cada mes de febrero de todos los años.
Se han escrito canciones en honor a la Virgen, siendo la más famosa y considerada un himno, "Virgen de Suyapa" del cantante hondureño Paco Medina.

### Robos
La Virgen ha sido robada y recuperada en dos ocasiones. La primera ocurrió en 1936, cuando una enferma mental la llevó a su casa. Y la segunda el 1 de septiembre de 1986, siendo encontrada al día siguiente envuelta en hojas de periódico en el baño de hombres de La Terraza de Don Pepe –un restaurante en el centro de la capital,– y despojada de su traje con oro y plata y de su corona